# Домб (хоккейный клуб)
«Домб» Катовице — бывший польский хоккейный клуб из города Катовице. Основан в 1911 году.

## История
Хоккейный клуб Домб был основан в 1911 как секция одноимённого спортивного клуба. Клуб базировался в городе Катовице, в Верхней Силезии, являвшейся в то время территорией Германской Империи. Начиная с 1927 года выступал в Польской хоккейной лиге. В 1939 году завоевал золото чемпионата. 9 сентября 1968 года был расформирован в связи с объединением с ГКС Катовице.

## Достижения
- Чемпионат Польши по хоккею:
  - Победители (1)  : 1939